# Kyryl Natyazhko
Kyryl Natyazhko, né le 30 novembre 1990, à Dnipropetrovsk, en Ukraine, est un joueur ukrainien de basket-ball. Il évolue au poste d'intérieur-pivot.